# Alice Pagani
Alice Pagani, née le 19 février 1998 à Ascoli Piceno, est une actrice italienne. Elle est connue pour son rôle de Ludovica, dans la série Netflix Baby.

## Biographie
Après avoir obtenu son diplôme dans l'école d'art de sa ville, Alice Pagani déménage des Marches à Milan, où elle a commencé à travailler comme mannequin, jusqu'à ce qu'elle soit contactée par l'agence de casting YD'Actors, commençant ainsi sa carrière d'actrice. Elle déménage ensuite à Rome où elle fréquente une école de cinéma et de théâtre.

## Filmographie

### Cinéma
- 2016 : Il permesso - 48 ore fuori (it) de Claudio Amendola : Ludmilla
- 2017 : Classe Z de Guido Chiesa
- 2018 : Silvio et les Autres de Paolo Sorrentino : Stella
- 2019 : The Poison Rose de Francesco Cinquemani, George Gallo et Luca Giliberto : Violet Gregory

### Télévision
- 2018-2020 : Baby : Ludovica (Ludo) Storti
- 2022 : Ne me tue pas de Andrea De Sica (Netflix)